# Merton-Passage
Die Merton-Passage ist eine Meerenge vor der Nordküste Südgeorgiens. Auf der Ostseite der Einfahrt zur Cumberland Bay verläuft sie zwischen den Right Whale Rocks und einem kleinen Klippenfelsen 160 m nördlich des Barff Point.
Wissenschaftler der britischen Discovery Investigations nahmen zwischen 1926 und 1930 Vermessungen und die Benennung vor. Der weitere Benennungshintergrund ist nicht überliefert.